# Robert Escarpit
Robert Escarpit (Saint-Macaire, 1918. április 24. – Langon, 2000. november 19.) francia akadémikus, író és újságíró volt. A nagyközönség leginkább a Le Monde című újságban megjelent szatirikus cikkeiről ismeri, amelyekbe 1949 és 1979 között havonta körülbelül húsz rovatot írt.

## Élete

### Fiatalkora
Gyermek- és ifjúkorát Gironde-ban töltötte. Tizennyolc éves korában (1936) az angolt választotta, inkább kényszerűségből és érdeklődésből, mivel folytatni akarta tanulmányait. Elvégezte a társas, a graduális és a posztgraduális tanulmányait, amelyek az „irodalomtudományok doktora” címmel zárultak. 1943 és 1945 között középiskolai tanárként dolgozott Arcachonban ( Gironde ). Az angol irodalom szakírójaként mintegy ötven könyv szerzője a szépirodalom és a szociológiai esszék és regények között.

### Újságíró
Escarpit a Le Monde-ban megjelent szatirikus novelláival és számos folyóirat irodalomkritikusaként vált ismertté, 1983-ban a Le Matin, majd a Sud-Ouest rovatvezetője lett.

### Professzor és szociológus
A második világháború után a mexikói Francia Latin-Amerikai Intézet főtitkára és igazgatója volt. Később a bordeaux-i bölcsészkaron az angol nyelv és az összehasonlító irodalom professzora (1951-1970), valamint az 1960-ban megnyílt Irodalomszociológiai Központ (később Irodalom- és Tömegtechnikai Művészeti Intézet) alapítója.
Escarpit volt az „Irodalmi kifejezések nemzetközi szótára” projekt (DITL V.2) tudományos igazgatója, amely a Nemzetközi Összehasonlító Irodalomtudományi Társaság által finanszírozott, 1988-tól Jean-Marie Grassin által folytatott projekt.

### Kommunikációtan
Saját szavaival élve: „Az írás tétjének méréséhez meg kell értenünk, mi az olvasás, hogyan fogadjuk a szöveges üzenetet. Ez egy szigorúan tudományos megközelítés.”. Cikkei a Belgrádi Egyetem folyóiratában, a Filološki pregledben jelentek meg 1963-ban. Az irodalom szociológiája (franciául: La sociologie de la littérature) című, 1958-ban franciául megjelent könyvét 23 nyelvre fordították le.
1965-ben az UNESCO felkérésére megírta A könyv forradalma (franciául: La révolution du livre) című könyvét. A könyv, amelyet 20 nyelvre fordítottak le, elemzi a tömegpiaci puhafedeles könyv jelenségét és az olcsó könyvek világába való beáramlásának következményeit. Megállapította, hogy a könyv-problémát az íráson keresztül történő kommunikáció problémájaként kell vizsgálni. Így a „kommunikológia” irodalmában elmerülve az egyik első tudós lett, aki Franciaországban bevezette és népszerűsítette a kommunikáció tudományát.

### CIS karrier és elismerés
1960-ban megalapította az „Irodalmi Tényszociológiai Központot”, amelyből 1965-ben az „Irodalmi és Művészeti Tömegtechnikai Intézet”, 1978-ban pedig az „Információs és Kommunikációs Tudományos Laboratórium” (franciául: Laboratoire des Sciences de L'information et de la Communication) lett. Ezt a központot a „bordeaux-i iskola” motorjaként ismerik el, amely vezető szerepet tölt be ebben a tudományágban.
1967-ben megbízást kapott a „bordeaux-i iskola” létrehozására, amely a társadalmi és szociokulturális szórakoztatásra összpontosított, és amelynek 1970-től 1975-ig igazgatója volt.
1972-ben más írókkal, kutatókkal és akadémikusokkal, köztük Jean Meyriat-val és Roland Barthes-szal együttműködve létrehozta azt az érdekvédő csoportot, amelynek célja az információs és kommunikációs tudományok akadémiai elismerésének elérése.
Ez vezetett az Információtudományi és Kommunikációs Bizottság létrehozásához, amelyből a Francia Információtudományi és Kommunikációs Társaság (SFSIC) lett.
Escarpit a Bordeaux-i Egyetem elnöke, 1975 és 1978 között pedig az Információtudomány és Kommunikáció professzora lett.

### Kutatásai, valamint az információtudomány és a kommunikáció elmélete
1976-ban úttörő volt, legalábbis Franciaországban, amikor megjelent az „Információtudományok és a kommunikáció általános elmélete”. Ez a tanulmány, amely az információtudomány és a kommunikáció áttekintését mutatja be napjainkra, ma is nélkülözhetetlen könyv mindazok számára, akiket érdekel ez a tudományterület. Megerősíti az információs jelenségek, tehát általában a dokumentáció és a kommunikációval kapcsolatos jelenségek számbavételének szükségességét.
Ahogy ő maga mondja: „Számomra az információ a kommunikáció tartalma, a kommunikáció pedig az információ hordozója”.

### Politikai elkötelezettség
Robert Escarpit a Népfront idején az SFIO (Section française de l'Internationale ouvrière) aktivistája volt. Elkötelezett a francia ellenállásban, 1945-ben részt vett a Carnot brigáddal a Médoc-i harcokban. Az algériai függetlenségi háború idején a Le Canard enchaîné szerkesztője volt. A Francia Kommunista Párt (PCF) híve, végül az aquitániai regionális tanács tagja (1986-1992) és a PCF listáin tanácsos lett.
Escarpit társalapítója volt a „Francia-Albán Baráti Társaságnak”, az Albanie (Albánia) című újság igazgatója, és támogatta a kommunizmust Albániában. 1990 márciusában a Le Monde című napilapban közzétette a peresztrojkával kapcsolatos elképzeléseit az akkori kommunista országok jövőjéről. A kommunista pártokat hasznos egyházakhoz hasonlítva, hogy más hangot hallassanak, de bürokratikus működésük és eszközmegőrző stratégiáik áldozatai, idézte Ramiz Alia, Enver Hoxha utódját az Albán Munkáspárt élén 1989 szeptemberében, aki megerősítette, hogy „...Az eszmék, megoldások, alternatívák, gyakorlatok vitája és konfrontációja teljesen normális”.

### Író
Escarpit 1960-ban megkapta a „Peinture fraîche” díjat. Több regénye jelent meg, köztük a Fiatalember és az éjszaka (Jeune Homme et la nuit, 1980) és az Egy szép nap a halálra (Un si beau jour pour mourir, 1992).
1964-ben jelent meg egyik leghíresebb regénye, a Le littératron. Az 1968-as kormányváltás után következett a Ministricule, amely politikusokat és üzletembereket gúnyol ki.
Az 1980-as években gyermekkönyveket írt, amelyeket ő maga illusztrált, többek között a Rouletabosse sorozatban. Ezután megírta Azembat, a biscogne-i tengerész utazásai című trilógiát (franciául: Voyages d'Azembat, marin de Gascogne).
1953-ban Robert Escarpit Jean Bruel, a párizsi Bateau Mouche alapító igazgatójának beleegyezésével megírta a fiktív Jean-Sébastien Mouche életrajzát, amelyben egyszerre Georges Eugène Haussmann munkatársa, a folyami hajók feltalálója és a hírszerzésre szakosodott rendőrségi felügyelőség, a „sütik” megalkotója. A Jean-Sébastien Mouche századik születésnapja tiszteletére rendezett fogadáson még egy miniszter is jelen volt.

## Idézetek
„A világiasság az emberi örökség egyetemes hozzáférhetősége, az a törvény, hogy minden ember ura a tulajdonának, és hogy a tulajdona ott van, ahol emberek vannak.
- Valószínű, hogy ha valamilyen baleset megfoszt az egyik lábamtól, nincs más erőforrásom, hogy ne veszítsem el az egyensúlyomat, mivel kapok egy mesterséges [Istent], és úgy támaszkodom rá, mintha igaz lenne. Az istenségnek ez az ortopédiai felfogása nem erőtlen, és ugyanolyan megbecsülést adok neki, mint az érzéstelenítő felfogás, amely hisz benned [Isten] segítséget nyújt a halálhoz.
- Nincs bizonyíték arra, hogy te [Isten] nem egy kis rózsaszín elefánt leszel, amely a számból született metafizikai erdőben.
- Egy irodalmi mű, amely képes árulásra.”

– — The Literary and Social (Le Littéraire et le Social), 1978

## Művei
- Contes du pays gris, Presses Coopératives, Bordeaux 1936.
- De quoi vivait Byron ?, Paris, Deux-Rives 1951.
- Précis historique de la littérature anglaise, Paris, Hachette 1953.
- L'Angleterre dans l'œuvre de Madame de Staël, Paris, Didier 1954.
- Rudyard Kipling, Paris, Hachette 1955.
- Contes et légendes du Mexique, Paris, Nathan 1956.
- Lord Byron, un tempérament littéraire, Paris, Le Cercle du Livre 1957.
- Sociologie de la littérature, Paris, Presses universitaires de France, 1958. (coll. Que sais-je ? No.777) 8e édition 1992, édition originale en 1958. (en ligne)
- Les deux font la paire, Paris, Fayard 1959.
- L’Humour, Paris, Presses universitaires de France, 1960. (coll. Que sais-je ? ; No.877) 10e édition : 1994
- Honorius pape, Ed. Flammarion, 1967 - Roman
- La Révolution du livre, Paris, Unesco, No.1965. 2e édition revue et mise à jour : Unesco, 1969
- Lettre ouverte à dieu, Paris, Editions Albin Michel 1966.
- Le Littéraire et le social : éléments pour une sociologie de la littérature, sous la dir. de Robert Escarpit. Paris, Flammarion, 1970 Nouvelle édition : Flammarion 1977. (Champs ; 5. Champ sociologique)
- Les somnambidules, Ed. Flammarion, 1970 - Roman
- Le Livre français : 1972, année internationale du livre, un bilan, établi sous la direction de Julien Cain, Robert Escarpit, Henri-Jean Martin. Paris, Imprimerie nationale, 1972.
- Lettre ouverte au diable, Paris, Editions Albin Michel, 1972.
- L’Écrit et la communication, Paris, Presses universitaires de France, 1973. (Que sais-je ? ; No.1546) 4e édition : 1983.
- Les contes de la Saint Glinglin, Paris, Editions Magnard, 1973. Dédicacé à ses sept petits enfants.
- Appelez-moi Thérèse, Paris, Flammarion, 1975.
- Le Livre, hier, aujourd’hui, demain, Paris, R. Laffont ; Lausanne, Grammont, 1975. (Bibliothèque Laffont des grands thèmes ; 37) Contient le texte d’un entretien avec Robert Escarpit.
- Théorie générale de l’information et de la communication, Paris, Hachette, 1976. [Nouvelle édition sous le titre : L’information et la communication : théorie générale, Hachette, 1991. (Hachette université. Communication)].
- Théorie de l’information et pratique politique, Paris, Éditions du Seuil, 1981.
- Livre blanc de la communication, Talence, LASIC 1982.
- Les voyages d'Hazembat (Marin de Gascogne, 1984, Le prisonnier de Trafalgar, 1985, Vents et Marées, 1986) Flammarion.

### Magyarul megjelent
- A literatron: Kópéregény (Le littératron) – Európa, Debrecen, 1964 · Fordította: Kismárton András
- Nyílt levél Istenhez (Lettre ouverte á Dieu) – Európa, Budapest, 1968 · Fordította: Szávai János
- Irodalomszociológia – A könyv forradalma (Sociologie de la littérature) – Gondolat, Budapest, 1973 · Fordította: Vigh Árpád

## Fordítás
- Ez a szócikk részben vagy egészben  a   Robert Escarpit című angol Wikipédia-szócikk fordításán alapul.  Az eredeti cikk szerkesztőit annak laptörténete sorolja fel. Ez a jelzés csupán a megfogalmazás eredetét és a szerzői jogokat jelzi, nem szolgál a cikkben szereplő információk forrásmegjelöléseként.